# Oberhessisches Weihnachtskrippen-Museum

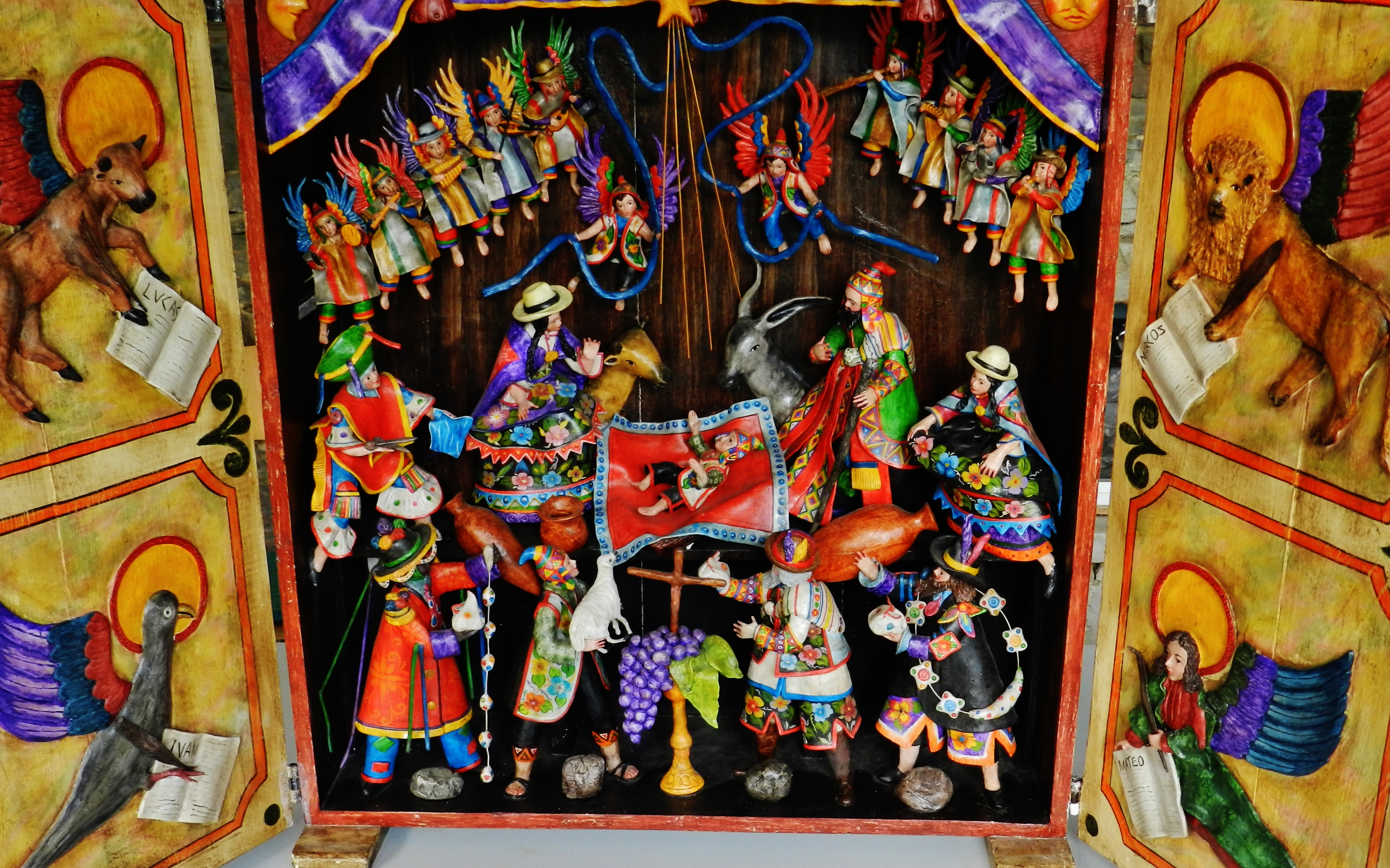
Retablo von Maximiano Ochante aus Peru mit den Evangelistensymbolen auf den Flügeltüren (um 2000)

Das Oberhessische Weihnachtskrippen-Museum war ein Museum in Ulfa, einem Stadtteil von Nidda in Hessen, das bis zu 300 Weihnachtskrippen aus fünf Kontinenten verschiedener Epochen und Kulturkreise beherbergte.

## Geschichte
Das Museum war eine Privatsammlung, die im Jahr 1980 von Erica Kernstock begründet und 2004 in einem umgebauten Bauernhof in Ulfa erstmal der Öffentlichkeit präsentiert wurde. Durch eine Ausstellung im Palmengarten Frankfurt 2009 und durch Berichte in den Medien erlangte das Museum überregionale Bekanntheit. Im Jahr 2010 wurde es in die Oberhessische Museumslandschaft und den Touristenverband Vogelberg/Wetterau aufgenommen. Nach 20 Jahren schloss das Museum Ende 2023.

## Ausstellung
Das Museum zeigte etwa 150 der insgesamt 300 Weihnachtskrippen und wurde seit der Gründung immer mehr erweitert. Die Ausstellungsstücke wurden in beleuchteten Vitrinen mit einer Länge von insgesamt 35 Metern präsentiert. Den Grundbestand der Sammlung bildeten traditionelle Krippen aus dem Erzgebirge, Südtirol und aus Böhmen und Mähren. Durch den Erwerb oder die Leihgabe von ostafrikanischen und südamerikanischen Weihnachtskrippen aus der Benediktinerabtei in Münsterschwarzach wurden außereuropäische Kulturkreise einbezogen. Die Sammlung wurde durch Ausstellungsstücke aus dem asiatischen Raum ergänzt. Auf diese Weise wurde ein großes Spektrum an kulturell unterschiedlichen Darstellungsformen der biblischen Weihnachtsgeschichte geboten.
Von dem peruanischen Künstler Maximiano Ochante Lozano waren mehrere Retablos zu sehen. Eine Krippe aus Vietnam war aus Papier gestaltet, eine aus Ruanda aus Bananenblättern und eine aus Äthiopien aus Brillengestellen, andere aus Weißblech, Holz, Gips, Keramik, Textilien oder aus böhmischem Glas. Bei einer aus Burkina Faso wurden geschweißte Zündkerzen verwendet. Die kleinste Krippe wurde in Dresden aus einem Kirschkern gefertigt. Eine Krippe im Stil des Pop Art stammte von Hannes Glut aus Tirol und eine Südtiroler Krippe von Ulrich Bernardi.
Die ältesten Ausstellungsstücke wurden im 19. Jahrhundert gefertigt, die jüngsten im 21. Jahrhundert. Aus Králíky (Grulich) waren drei Krippen aus der Zeit um 1900 zu besichtigen. Eine Kastenkrippe aus Kynšperk nad Ohří (Königsberg a. d. Eger) datierte aus dem Ende des 19. Jahrhunderts. Zu den seltenen Fundstücken gehörte eine Trebitscher Krippe von 1880, eine Flachpapierkrippe aus Třebíč mit etwa 100 handgemalten Figuren. Die Jerusalem-Krippe aus den Jahren 1925–1929 basierte auf dem Entwurf einer Tiroler Kirchenkrippe aus dem Jahr 1626. Der „Jerusalemer Krippenberg“ umfasste neben vielen Gebäuden, die von einer Familie aus Ulfa gefertigt wurden, fast 100 Einzelfiguren.
Das Weihnachtskrippen-Museum war in der Vorweihnachtszeit geöffnet und bot Führungen durch die Ausstellungsleiterin an. Jedes Jahr lag der Ausstellung ein anderer Themenschwerpunkt zugrunde.